# Edward Lee Spence

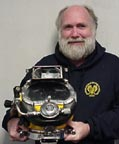
Edward Lee Spence (2005)

Edward Lee Spence (* 1947) ist ein deutschamerikanischer Autor, Taucher, Fotograf und Unterwasserarchäologe.

## Leben
Spence studierte an der University of South Carolina und am College of Marine Arts. 1970 entdeckte er das US-amerikanische U-Boot-Wrack H. L. Hunley. Auch das Schiffswrack Georgiana lokalisierte Spence bei seinen Tauchgängen. Als Autor verfasste er mehrere Bücher über seine Entdeckungen in der Unterwasserarchäologie. Spence wohnt in Summerville, South Carolina.

## Werke (Auswahl)
- The Hunley: Submarines, Sacrifice & Success in the Civil War von Mark Ragan (Narwhal Press, Charleston/Miami 1995, ISBN 1-886391-43-2).
- A Look at South Carolina's Underwater Heritage, von E. Lee Spence (Nelson Southern Printing, Charleston, South Carolina, 1974) OCLC: 11121049
- Treasures of the Confederate Coast: the "real Rhett Butler" & Other Revelations von Edward Lee Spence, (Narwhal Press, Charleston/Miami, 1995, ISBN 1-886391-01-7, ISBN 1-886391-00-9, OCLC: 32431590)
- Shipwreck Encyclopedia of the Civil War: South Carolina & Georgia, 1861–1865 von Edward Lee Spence (Sullivan's Island, S.C., Shipwreck Press, 1991) OCLC: 24420089
- Shipwrecks of South Carolina and Georgia : (includes Spence's List, 1520-1865) von E. Lee Spence, Sullivan's Island, S.C. (Sullivan's Island 29482, Sea Research Society, 1984) OCLC 10593079
- Shipwrecks, Pirates & Privateers: Sunken Treasures of the Upper South Carolina Coast, 1521-1865 von E. Lee Spence (Narwhal Press, Charleston/Miami 1995, ISBN 1-886391-07-6).
- Spence's Guide to South Carolina : diving, 639 shipwrecks (1520–1813), saltwater sport fishing, recreational shrimping, crabbing, oystering, clamming, saltwater aquarium, 136 campgrounds, 281 boat landings von E. Lee Spence, (Nelson Southern Printing, Sullivan's Island, S.C.: Spence, 1976) OCLC: 2846435
- Wreck of the Georgiana, mystery ship of the Confederacy von E. Lee Spence, (Sullivan's Island, S.C. : Shipwreck Press, 1988) OCLC: 50414449
- Shipwrecks of Charleston Harbor von E. Lee Spence (Sullivan's Island, SC : Shipwreck Press, 1980) OCLC: 6908900
- Shipwrecks of the Era of the Revolution : South Carolina & Georgia, 1763-1783 von E. Lee Spence, (Sullivan's Island, SC : Shipwreck Press Inc., 1991) OCLC: 39977318
- Shipwrecks: "the magazine" herausgegeben von E Lee Spence, (Sullivan's Island, SC: Shipwreck Press, 1989–1991, Narwhal Press 1995-) OCLC: 20784612
- On This Day(October 25, 1970) StarClique

## Preise und Auszeichnungen (Auswahl)
- Donald O. Bushman Award

| Personendaten    | Personendaten                                                            |
| ---------------- | ------------------------------------------------------------------------ |
| NAME             | Spence, Edward Lee                                                       |
| KURZBESCHREIBUNG | deutschamerikanischer Autor, Taucher, Fotograf und Unterwasserarchäologe |
| GEBURTSDATUM     | 1947                                                                     |